# Пеньямельєра-Баха
Пеньямельєра-Баха (ісп. Peñamellera Baja, аст. Peñamellera Baxa) — муніципалітет в Іспанії, у складі автономної спільноти Астурія. Населення — 1391 осіб (2009).
Муніципалітет розташований на відстані близько 330 км на північ від Мадрида, 100 км на схід від Ов'єдо.
Муніципалітет складається з таких паррокій: Абандамес, Алевія, Буельєс, Куньяба, Меродіо, Панес, Сьєхо, Тобес.

## Демографія
Динаміка населення (INE ):

## Галерея зображень

Розташування муніципалітету